# Yucca baccata subsp. thornberi

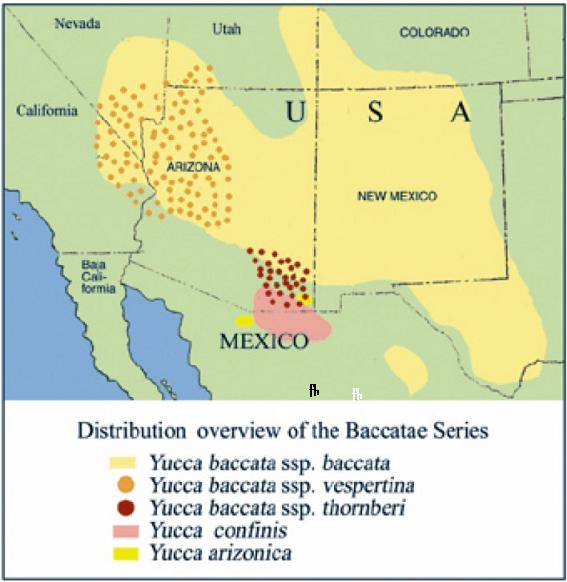
Verbreitungsgebiet der Yucca-Baccatae-Serie.

Yucca baccata subsp. thornberi (englischer Trivialname: Thornber´s Yucca) ist eine Unterart der Blauen Palmlilie (Yucca baccata) in der Familie der Spargelgewächse (Asparagaceae).

## Beschreibung
Yucca baccata subsp. thornberi ist stammbildend und bildet mehrere Stämme mit 0,5 bis 1,5 Meter Höhe. Die variablen grünen Laubblätter sind 0,5 bis 1 Meter lang, 1 bis 4 Zentimeter breit und bilden an den Blatträndern Fasern.
Der zwischen den Blättern beginnende kurze aufrechte oder zur Seite geneigte, verzweigte, dichte Blütenstand wird 1 bis 1,2 Meter hoch und ragt über die Blätter hinaus. Die hängenden, länglichen, Blüten weisen eine Länge von 7 bis 12 Zentimeter und einen Durchmesser von 1 bis 3 Zentimeter auf. Die sechs Blütenhüllblätter sind weiß bis cremefarben. Die Blütezeit reicht von April bis Mai.

## Vorkommen
Yucca baccata subsp. thornberi ist in der Sonora-Wüste in Arizona auf Ebenen oder flachen steinigen Hängen in Grasland und Sagebrush-Kolonien in Höhenlagen zwischen 1000 und 1500 Meter verbreitet und wächst oft vergesellschaftet mit verschiedenen Kakteenarten.
Sie ist bei trockenem Stand frosthart in Colorado bis minus 18 °C.

## Systematik
Es ist ein Vertreter der Sektion Yucca Serie Baccatae. Die Unterart Yucca baccata subsp. thornberi ist im Gegensatz zur Unterart Yucca baccata subsp. baccata stammbildend. Die Art Yucca baccata ist nahe verwandt mit Yucca arizonica.
Der botanische Name ehrt den amerikanischen Botaniker John James Thornber. Die gültige Beschreibung ist durch Fritz Hochstätter unter dem Namen Yucca baccata subsp. thornberi 2001 veröffentlicht worden.
Synonyme sind Yucca thornberi McKelvey 1935 und Yucca baccata var. brevifolia L.D.Benson & R.A.Darrow 1943.

## Bilder
Yucca baccata subsp. thornberi:

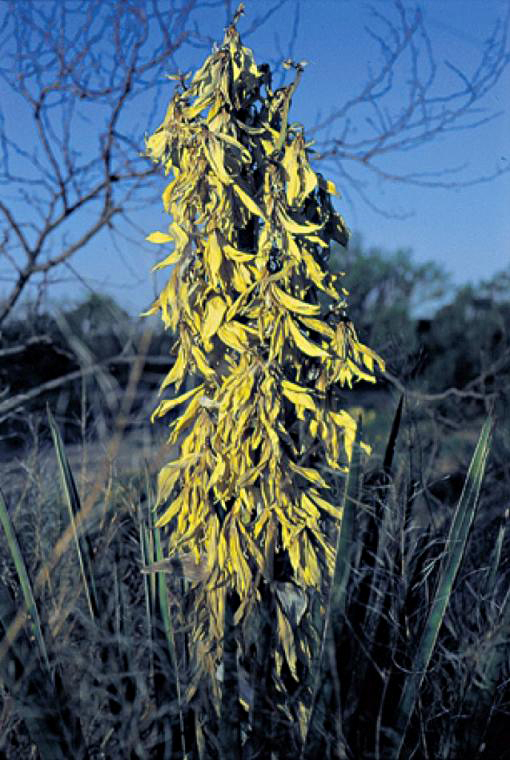
Im Mai in Arizona
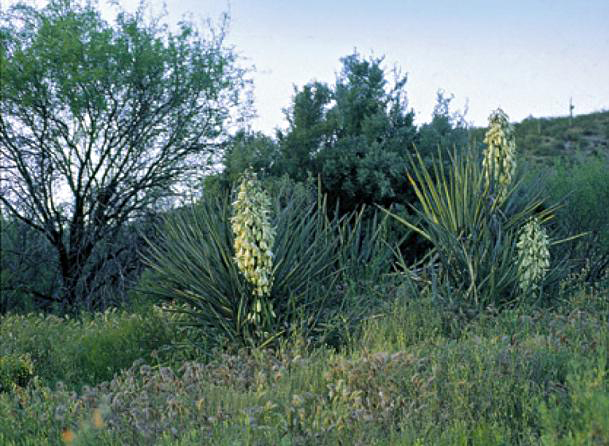
Gruppe mit Blütenständen